# دودمان پاندیا
امپراتوری پاندیان (انگلیسی: Pandya dynasty) از سلسله امپراتوری تامیل است که دست‌کم از ۳ تا ۴ قرن قبل از میلاد شکل گرفت و بر مناطق وسیعی از جنوب هند امروزی و شمال سریلانکا حکومت کرده است.